# Blasses Riesenhörnchen
Das Blasse Riesenhörnchen (Ratufa affinis) ist eine Hörnchenart aus der Gattung der Riesenhörnchen (Ratufa). Sie kommt in Südostasien im südlichen Thailand, Singapur und auf der Malaiischen Halbinsel sowie auf Sumatra und Borneo vor.

## Merkmale
Das Blasse Riesenhörnchen erreicht eine Kopf-Rumpf-Länge von etwa 33,5 bis 34,5 Zentimetern sowie ein Gewicht von etwa 1000 bis 1250 Gramm. Damit zählt es mit anderen Arten der Gattung sowie Vertretern anderer Gattungen zu den größten Hörnchenarten weltweit. Der Schwanz erreicht eine Länge von 40 bis 42,5 Zentimetern und ist damit etwas länger als der Restkörper. Das Fell der Tiere ist braun gefärbt, dabei ist es im Bereich des Abdomens blassbraun und am Rücken mindestens im Bereich der Mittellinie dunkler.
| 1 | · | 0 | · | 1 | · | 3 | = 20 |

Wie alle Arten der Gattung besitzt die Art im Oberkiefer pro Hälfte einen zu einem Nagezahn ausgebildeten Schneidezahn (Incisivus), dem eine Zahnlücke (Diastema) folgt. Hierauf folgen ein Prämolar und drei Molare. Die Zähne im Unterkiefer entsprechen denen im Oberkiefer. Insgesamt verfügen die Tiere damit über ein Gebiss aus 20 Zähnen.

## Verbreitung

Verbreitungsgebiet (rot) des Blassen Riesenhörnchens nach Angaben des IUCN.

Das Blasse Riesenhörnchen kommt in Süd- und Südostasien im südlichen Thailand, Singapur und auf der Malaiischen Halbinsel sowie auf Sumatra, Borneo und einigen umgebenden kleinen Inseln vor.

## Lebensweise
Über die Lebensweise des Blassen Riesenhörnchens liegen nur wenige Daten und Beobachtungen vor. Es ist wie alle Arten der Gattung weitgehend baumlebend (arboricol) und lebt in den tropischen Regenwäldern des Verbreitungsgebietes. Dabei bevorzugen die Tiere Höhen von 20 bis 40 Metern und leben im Laubdach. Auf den Waldboden kommen sie nur sehr selten oder nie. Plantagen und Sekundärwälder nutzen die Tiere nur selten.
Die Hörnchen ernähren sich vor allem von Samen sowie gelegentlich von Früchten, Pflanzensäften oder Rinde. Selten nutzen sie auch Blüten und Blätter als Nahrung. Es wird angenommen, dass die Bestandsdichte der Hörnchen aufgrund der Konkurrenz mit Vögeln und vor allem Primaten um Nahrung sehr gering ist. Die Tiere bauen kugelige Nester aus Zweigen und kleinen Ästen in den hohen Baumkronen.

## Systematik
Das Blasse Riesenhörnchen wird als eigenständige Art innerhalb der Gattung der Riesenhörnchen (Ratufa) eingeordnet, die aus vier Arten besteht. Die wissenschaftliche Erstbeschreibung stammt von Thomas Stamford Raffles  aus dem Jahr 1831, der ein Individuum aus Singapur beschrieb.
Innerhalb der Art werden mit der Nominatform insgesamt neun Unterarten unterschieden:
- Ratufa affinis affinis: Nominatform; Vorkommen in Thailand, der Malaiischen Halbinsel und Singapur. Es ist unterseits hell und am Rücken einheitlich braun, wobei Individuen im Süden heller sind.
- Ratufa affinis bancana: Vorkommen auf der indonesischen Isel Bangka östlich von Sumatra.
- Ratufa affinis baramensis: Vorkommen in Sabah und Sarawak auf Borneo, der malaiischen Insel Pulau Banggi sowie dem Nordosten Kalimantans
- Ratufa affinis bunguranensis: Vorkommen auf den nördlichen Natuna-Inseln zwischen der Malaiischen Halbinsel und Borneo.
- Ratufa affinis cothurnata: Vorkommen im westlichen Kalimantan.
- Ratufa affinis ephippium: Vorkommen im südöstlichen Kalimantan.
- Ratufa affinis hypoleucos: Vorkommen auf Sumatra.
- Ratufa affinis insignis: Vorkommen auf den indonesischen Riau-Inseln.
- Ratufa affinis polia: Vorkommen auf der indonesischen Insel Belitung.

## Status, Bedrohung und Schutz
Der Bestand der Blassen Riesenhörnchen in Südostasien ist deutlich abnehmend, wobei der Grad der Bestandsabnahme auf weniger als 30 Prozent der Bestände innerhalb der letzten zehn Jahre geschätzt wird. Auf der Malaiischen Halbinsel ist die Art entsprechend einer Kartierung von 2004 die häufigste Art der Riesenhörnchen mit einer Bestandsdichte von 1,3 (± 0.61) Individuen pro km2. In nicht vom Holzeinschlag betroffenen Waldgebieten ist die Bestandsrate moderat, bei Erhebungen 2001 im Danum Valley in Sabah lag sie bei durchschnittlich 3,61 Individuen pro km2, 1996 wurden in Nanga Gaat in Sarawak sogar durchschnittlich 5,18 Individuen pro km2 ermittelt.
Zu den Hauptbedrohungen für das Blasse Riesenhörnchen gehört die Abholzung, wobei die Art wahrscheinlich bereits auf selektiven Holzeinschlag reagiert, sowie die Bejagung. Es wird von der International Union for Conservation of Nature and Natural Resources (IUCN) als potenziell gefährdet (Near Threatened) eingeordnet. Als Begründung dient der deutliche Rückgang der Bestände durch Bejagung sowie durch den starken Lebensraumverlust der Art im größten Teil seines Verbreitungsgebietes.

## Belege
1. 1 2 3 4 5 6 7 8  Richard W. Thorington Jr., John L. Koprowski, Michael A. Steele: Squirrels of the World. Johns Hopkins University Press, Baltimore MD 2012, ISBN 978-1-4214-0469-1, S. 23–24.
2. ↑  Robert S. Hoffmann, Andrew T. Smith: Ratufa. In: Andrew T. Smith, Yan Xie: A Guide to the Mammals of China. Princeton University Press, Princeton NJ 2008, ISBN 978-0-691-09984-2, S. 173.
3. 1 2 3 4 5 6 7 8 9  Ratufa affinis in der Roten Liste gefährdeter Arten der IUCN 2014.2. Eingestellt von: J.W. Duckworth, E. Meijaard, B. Giman, K.H. Han, 2008. Abgerufen am 13. Oktober 2014.
4. 1 2 3  Ratufa affinis In: Don E. Wilson, DeeAnn M. Reeder (Hrsg.): Mammal Species of the World. A taxonomic and geographic Reference. 2 Bände. 3. Auflage. Johns Hopkins University Press, Baltimore MD 2005, ISBN 0-8018-8221-4.